# Рикардо Мартинели
Рикардо Мартинели (шп. Ricardo Alberto Martinelli Berrocal; Панама, 11. март 1952) је бивши председник Панаме. Он је панамски политичар и бизнисмен италијанског порекла.
Председник је странке Демократске промене, коју је основао 1998. године. Неуспешно се кандидовао на изборима 2004. године на којима је заузео четврто место. У администрацији председнице Миреје Москосо био је министар за Панамски канал. Поново се кандидовао на председничким изборима 2009. године на којима је био фаворит за победу испред кандидата владајуће коалиције.